# ایوان شوباچیچ
ایوان شوباچیچ (انگلیسی: Ivan Šubašić؛ ۷ مهٔ ۱۸۹۲ – ۲۲ مارس ۱۹۵۵) سیاستمدار اهل یوگسلاوی بود. وی از ۱ ژوئن ۱۹۴۴ تا ۷ مارس ۱۹۴۵ نخست‌وزیر یوگسلاوی بود.
ایوان شوباچیچ در ۲۲ مارس ۱۹۵۵، در سن ۶۲ سالگی درگذشت.